# Saint-Sandoux

Saint-Sandoux este o comună în departamentul Puy-de-Dôme, Franța. În 1 ianuarie 2022 avea o populație de 996 de locuitori.